# マイケル・モーラー
マイケル・モーラー（Michael Moorer、1967年11月12日 - ）は、アメリカ合衆国の男性プロボクサー。ニューヨーク州ニューヨーク市ブルックリン区出身。元WBO世界ライトヘビー級王者。元WBO世界ヘビー級王者。元WBA・IBF世界ヘビー級統一王者。世界2階級制覇王者。

## 来歴
1988年3月4日、プロデビュー。
1988年12月3日、初代WBO世界ライトヘビー級王者決定戦でラムジ・ハッサンに4ラウンドTKO勝ちで初代王者に認定された。9度防衛後、返上。
1992年、空位のWBO世界ヘビー級タイトルをバート・クーパーと争い、2ラウンドTKO勝利で獲得するが、すぐに返上。
1994年4月22日、イベンダー・ホリフィールドに判定勝ちし、WBA・IBF世界ヘビー級タイトルを獲得。
1994年11月5日、ジョージ・フォアマンに10ラウンドTKOで敗れ、タイトルを失う。
1996年6月22日、空位のIBF世界ヘビー級タイトルをアクセル・シュルツと争い、判定勝ちで獲得。2度防衛。
1997年11月8日、イベンダー・ホリフィールドの持つWBA世界ヘビー級タイトルとの統一戦に臨むが、8ラウンドTKOで敗れ、IBFタイトルを失う。
2000年11月17日、3年ぶりに復帰戦を行い、4ラウンドTKO勝ちを収めた。
現在はピンカートン探偵社で私立探偵を生業としており、ハリケーン・イルマ発生時には武装警備員として働いた。